# Liga Nacional de Básquetbol de Bolivia 2022
La temporada 2022 de la LNB fue la primera temporada de la historia de la Liga Nacional de Básquetbol en Bolivia. La temporada comenzó el 17 de junio de 2022 y terminó el 11 de septiembre teniendo como equipo campeón a Club Atlético Nacional Potosí quién ganó el primer título de la competición.

## Equipos participantes
En esta primera edición, el número de equipos participantes fue de 10 clubes de 5 ciudades del país. Un total de 65 partidos que se disputaron con 50 de fase regular y 15 de eliminatorias de playoffs.
| Fase Regular     | Fase Regular | Fase Regular     | Fase Regular |
| ---------------- | ------------ | ---------------- | ------------ |
| La Salle Olympic | And-1        | Nacional Potosí  | Amistad      |
| Rubair           | Carl A-Z     | Deportivo Calero | Universidad  |
| Peñarol          | CAN          |                  |              |

En el primer torneo de la LNB se jugó en los escenarios más grandes de capacidad para transmitir los partidos con la mayor capacidad posible.

## Sistema de competición y calendario
Esta primera temporada se usó el formato de fase de grupos y eliminatorias de playoffs para decidir al equipo campeón.
En este primer torneo una de las principales reglas de parte de la Liga Nacional de Básquetbol fue la inclusión de 3 jugadores extranjeros como máximo permitidos en cancha.
Para la Fase de grupos los 10 equipos se dividieron en 2 grupos de 5 donde los mejores 4 clasificarían a la fase de playoffs.
Los Playoffs con los 8 equipos clasificados fueron de la siguiente manera: la primera fase fue a solo 2 juegos, es decir ambos juegos durarían como un partido de 80 minutos donde si el primer juego acaba en empate se acabaría y continuaría en el siguiente juego. Para la fase de semifinales y finales se volvió al mejor de 3 partidos. 

## Fase Regular
Los 4 mejores equipos de cada grupo clasificaron a la fase final, si hay empate en victorias y derrotas el resultado de partido entre sí determinaría la clasificación a la fase final del torneo.
En este tramo los equipos se dividieron en 8 grupos de 4 participantes, tras un sorteo donde se tuvo en cuenta el ranking y la imposibilidad de tener en un mismo grupo a dos equipos de una misma liga. Se jugaron 6 jornadas de todos contra todos a ida y vuelta por grupo.
La fase de grupos empezó el 17 de junio de 2022 y finalizó el 16 de agosto de 2022.

### Grupo A
Anexo:Partidos de la Liga Nacional de Básquetbol Bolivia Grupo A
| Pos. | Equipo           | PJ | G | P | PF  | PC  | DP   | Pts | Clasificación    |
| ---- | ---------------- | -- | - | - | --- | --- | ---- | --- | ---------------- |
| 1    | Calero           | 10 | 7 | 3 | 787 | 704 | +83  | 17  | Cuartos de final |
| 2    | Carl A-Z         | 10 | 6 | 4 | 727 | 754 | −27  | 16  | Cuartos de final |
| 3    | La Salle Olympic | 10 | 6 | 4 | 888 | 804 | +84  | 16  | Cuartos de final |
| 4    | Amistad          | 10 | 6 | 4 | 811 | 791 | +20  | 16  | Cuartos de final |
| 5    | Peñarol          | 10 | 1 | 9 | 770 | 912 | −142 | 11  |                  |

 Fuente: 
Criterios de clasificación: 1) Puntos; 2) Resultados cara a cara; 3) Diferencia de puntos; 4) Puntos anotados.

### Grupo B
Anexo:Partidos de la Liga Nacional de Básquetbol Bolivia Grupo B
| Pos. | Equipo          | PJ | G | P | PF  | PC  | DP   | Pts | Clasificación    |
| ---- | --------------- | -- | - | - | --- | --- | ---- | --- | ---------------- |
| 1    | Nacional Potosi | 10 | 9 | 1 | 930 | 750 | +180 | 19  | Cuartos de final |
| 2    | Rubair          | 10 | 8 | 2 | 853 | 768 | +85  | 18  | Cuartos de final |
| 3    | And-1           | 10 | 5 | 5 | 823 | 855 | −32  | 15  | Cuartos de final |
| 4    | CAN             | 10 | 1 | 9 | 739 | 796 | −57  | 11  | Cuartos de final |
| 5    | Universidad     | 10 | 1 | 9 | 683 | 877 | −194 | 11  |                  |

 Fuente: 
Criterios de clasificación: 1) Puntos; 2) Resultados cara a cara; 3) Diferencia de puntos; 4) Puntos anotados.

## Resultados
| Calero      | 72 – 55 | Nacional Potosí  | Ciudad de Potosí          | 17 de junio | 20:30 |
| And-1       | 71 – 69 | CAN              | Julio Borelli Viteritto   | 18 de junio | 19:00 |
| Peñarol     | 58 – 77 | Amistad          | Polideportivo Evo Morales | 18 de junio | 21:00 |
| Carl A-Z    | 64 – 89 | La Salle Olympic | Eduardo Leclere Polo      | 21 de junio | 16:00 |
| Universidad | 76 – 87 | Rubair           | Gilberto Pareja           | 21 de junio | 20:00 |

| Calero           | 83 – 36  | Carl A-Z    | Ciudad de Potosí          | 23 de junio | 19:00 |
| La Salle Olympic | 112 – 76 | Peñarol     | Grover Suárez             | 23 de junio | 21:00 |
| Nacional Potosí  | 92 – 83  | CAN         | Ciudad de Potosí          | 24 de junio | 19:00 |
| Amistad          | 103 – 72 | Universidad | Polideportivo Garcilazo   | 24 de junio | 21:00 |
| Rubair           | 91 – 71  | And-1       | Polideportivo Evo Morales | 25 de junio | 21:00 |

| Amistad     | 78 – 74 | La Salle Olympic | Polideportivo Garcilazo   | 30 de junio | 19:00 |
| Carl A-Z    | 77 – 72 | CAN              | Eduardo Leclere Polo      | 1 de julio  | 19:00 |
| Peñarol     | 68 – 97 | Calero           | Polideportivo Evo Morales | 1 de julio  | 21:00 |
| Universidad | 65 – 73 | And-1            | Gilberto Pareja           | 2 de julio  | 19:00 |
| Rubair      | 88 – 90 | Nacional Potosí  | Polideportivo Evo Morales | 2 de julio  | 21:00 |

| Carl A-Z         | 73 –72   | Peñarol     | Eduardo Leclere Polo | 7 de julio | 19:00 |
| Calero           | 80 – 73  | Amistad     | Ciudad de Potosí     | 7 de julio | 21:00 |
| CAN              | 74 – 80  | Rubair      | Eduardo Leclere Polo | 8 de julio | 19:00 |
| Nacional Potosí  | 109 – 56 | Universidad | Ciudad de Potosí     | 8 de julio | 21:00 |
| La Salle Olympic | 63 – 82  | And-1       | Grover Suárez        | 9 de julio | 20:00 |

| La Salle Olympic | 91 – 66  | Calero          | Grover Suárez             | 14 de julio  | 19:00 |
| Amistad          | 55 – 75  | Carl A-Z        | Polideportivo Garcilazo   | 14 de julio  | 21:00 |
| Universidad      | 82 – 75  | CAN             | Gilberto Pareja           | 15 de julio  | 21:00 |
| Peñarol          | 74 – 89  | Rubair          | Polideportivo Evo Morales | 8 de agosto  | 21:00 |
| And-1            | 86 – 118 | Nacional Potosí | Julio Borelli Viteritto   | 16 de agosto | 20:00 |

| Nacional Potosí  | 100 – 71  | Calero      | Ciudad de Potosí          | 21 de julio  | 20:00 |
| La Salle Olympic | 85 – 93   | Carl A-Z    | Grover Suárez             | 22 de julio  | 19:00 |
| Amistad          | 106 – 104 | Peñarol     | Polideportivo Garcilazo   | 22 de julio  | 21:00 |
| Rubair           | 89 – 61   | Universidad | Polideportivo Evo Morales | 23 de julio  | 21:00 |
| CAN              | 84 – 85   | And-1       | Eduardo Leclere Polo      | 14 de agosto | 18:00 |

| And-1       | 85 – 93 | Rubair           | Julio Borelli Viteritto | 26 de julio | 20:00 |
| Universidad | 70 – 85 | Amistad          | Gilberto Pareja         | 27 de julio | 19:00 |
| Carl A-Z    | 64 – 68 | Calero           | Eduardo Leclere Polo    | 28 de julio | 19:00 |
| Peñarol     | 80 – 95 | La Salle Olympic | Max Fernández           | 28 de julio | 21:00 |
| CAN         | 82 – 92 | Nacional Potosí  | Eduardo Leclere Polo    | 2 de agosto | 19:00 |

| CAN              | 74 – 89  | Carl A-Z    | Eduardo Leclere Polo    | 30 de julio | 19:00 |
| And-1            | 93 – 79  | Universidad | Julio Borelli Viteritto | 30 de julio | 21:00 |
| Nacional Potosí  | 100 – 71 | Rubair      | Ciudad de Potosí        | 31 de julio | 20:00 |
| La Salle Olympic | 98 – 87  | Amistad     | Grover Suárez           | 1 de agosto | 21:00 |
| Calero           | 93 – 62  | Peñarol     | Ciudad de Potosí        | 2 de agosto | 21:00 |

| Peñarol     | 91 – 72  | Carl A-Z         | Max Fernández           | 4 de agosto | 21:00 |
| Amistad     | 82 – 76  | Calero           | Polideportivo Garcilazo | 5 de agosto | 19:00 |
| Universidad | 61 – 89  | Nacional Potosí  | Gilberto Pareja         | 5 de agosto | 21:00 |
| And-1       | 97 – 103 | La Salle Olympic | Julio Borelli Viteritto | 6 de agosto | 19:00 |
| Rubair      | 67 – 52  | CAN              | Max Fernández           | 6 de agosto | 21:00 |

| Calero          | 81 – 73 | La Salle Olympic | Ciudad de Potosí     | 11 de agosto | 18:00 |
| CAN             | 74 – 61 | Universidad      | Eduardo Leclere Polo | 11 de agosto | 20:00 |
| Nacional Potosí | 85 – 80 | And-1            | Ciudad de Potosí     | 12 de agosto | 21:00 |
| Carl A-Z        | 84 – 65 | Amistad          | Eduardo Leclere Polo | 13 de agosto | 19:00 |
| Rubair          | 98 – 85 | Peñarol          | Max Fernández        | 13 de agosto | 21:00 |

## Fase Final
|  | Cuartos de final            | Cuartos de final            | Cuartos de final            | Cuartos de final            |   |    | Semifinales                    | Semifinales                    | Semifinales                    |  |    | Finales              | Finales              | Finales              |  |
|  | 19 de agosto - 26 de agosto | 19 de agosto - 26 de agosto | 19 de agosto - 26 de agosto | 19 de agosto - 26 de agosto |   |    | 29 de agosto - 5 de septiembre | 29 de agosto - 5 de septiembre | 29 de agosto - 5 de septiembre |  |    | 9 - 11 de septiembre | 9 - 11 de septiembre | 9 - 11 de septiembre |  |
|  |                             |                             |                             |                             |   |    |                                |                                |                                |  |    |                      |                      |                      |  |
|  |                             |                             |                             |                             |   |    |                                |                                |                                |  |    |                      |                      |                      |  |
|  | 1B                          | Nacional Potosí             | 98                          | 99                          |   |    |                                |                                |                                |  |    |                      |                      |                      |  |
|  | 1B                          | Nacional Potosí             | 98                          | 99                          |   |    |                                |                                |                                |  |    |                      |                      |                      |  |
|  | 4A                          | Amistad                     | 91                          | 81                          |   |    |                                |                                |                                |  |    |                      |                      |                      |  |
|  | 4A                          | Amistad                     | 91                          | 81                          |   | 1B | Nacional Potosí                | 2                              |                                |  |    |                      |                      |                      |  |
|  |                             |                             |                             |                             |   | 1B | Nacional Potosí                | 2                              |                                |  |    |                      |                      |                      |  |
|  |                             |                             | 2A                          | Carl A-Z                    | 1 |    |                                |                                |                                |  |    |                      |                      |                      |  |
|  | 2A                          | Carl A-Z                    | 2A                          | Carl A-Z                    | 1 | 81 | 86                             |                                |                                |  |    |                      |                      |                      |  |
|  | 2A                          | Carl A-Z                    |                             |                             |   |    |                                |                                |                                |  |    |                      |                      |                      |  |
|  | 3B                          | And-1                       | 81                          | 80                          |   |    |                                |                                |                                |  |    |                      |                      |                      |  |
|  | 3B                          | And-1                       | 81                          | 80                          |   |    |                                |                                |                                |  | 1B | Nacional Potosí      | 2                    |                      |  |
|  |                             |                             |                             |                             |   |    |                                |                                |                                |  | 1B | Nacional Potosí      | 2                    |                      |  |
|  |                             |                             | 2B                          | Rubair                      | 0 |    |                                |                                |                                |  |    |                      |                      |                      |  |
|  | 1A                          | Calero                      | 2B                          | Rubair                      | 0 | 79 | 75                             |                                |                                |  |    |                      |                      |                      |  |
|  | 1A                          | Calero                      |                             |                             |   |    |                                |                                |                                |  |    |                      |                      |                      |  |
|  | 4B                          | CAN                         | 71                          | 52                          |   |    |                                |                                |                                |  |    |                      |                      |                      |  |
|  | 4B                          | CAN                         | 71                          | 52                          |   | 1A | Calero                         | 0                              |                                |  |    |                      |                      |                      |  |
|  |                             |                             |                             |                             |   | 1A | Calero                         | 0                              |                                |  |    |                      |                      |                      |  |
|  |                             |                             | 2B                          | Rubair                      | 2 |    |                                |                                |                                |  |    |                      |                      |                      |  |
|  | 2B                          | Rubair                      | 2B                          | Rubair                      | 2 | 91 | 86                             |                                |                                |  |    |                      |                      |                      |  |
|  | 2B                          | Rubair                      |                             |                             |   |    |                                |                                |                                |  |    |                      |                      |                      |  |
|  | 3A                          | La Salle Olympic            | 82                          | 84                          |   |    |                                |                                |                                |  |    |                      |                      |                      |  |
|  | 3A                          | La Salle Olympic            | 82                          | 84                          |   |    |                                |                                |                                |  |    |                      |                      |                      |  |
|  |                             |                             |                             |                             |   |    |                                |                                |                                |  |    |                      |                      |                      |  |

## Cuarto de Final
Nacional Potosí vs Amistad
| 20 de agosto, 21:00 Partido 1 | Amistad                                                                                                 | 91–98                    | Nacional Potosí                                                                   | Sucre                                                                                             |  |
|                               | Parciales: 19–23, 19–23, 31–26, 22–26                                                                   |                          |                                                                                   |                                                                                                   |  |
|                               | Estadísticas Patrick de Ana Vieira 34 Felipe Dos Santos 10 Felipe Dos Santos 6 Patrick de Ana Vieira 21 | Reporte Pts Reb Asts Val | Estadísticas 24 Tyronne Jordan 8 Daniel Nembard 5 Tyronne Jordan 24 Scheraun King | Pabellón: Polideportivo Garcilazo Árbitros: * Arturo Murillo * Hugo de la Riva * Wilfredo Moncada |  |

| 24 de agosto, 19:00 Partido 2 | Nacional Potosí                                                                   | 99–81                    | Amistad                                                                                                 | Potosí                                                                                |  |
|                               | Parciales: 21–16, 25–21, 27–23, 26–21                                             |                          | |                                                                                       |  |
|                               | Estadísticas Tyronne Jordan 32 Luis Mercado 10 Tyronne Jordan 7 Tyronne Jordan 29 | Reporte Pts Reb Asts Val | Estadísticas 25 Patrick de Ana Vieira 17 Felipe Dos Santos 8 Patrick de Ana Vieira 29 Felipe Dos Santos | Pabellón: Ciudad de Potosí Árbitros: * Jhonathan Foronda * Jose Guerra * Mario Guerra |  |

Carl A-Z vs And-1
| 23 de agosto, 19:00 Partido 1 | Carl A-Z                                                                            | 81–81                    | And-1                                                                       | Oruro                                                                                        |  |
|                               | Parciales: 23–23, 19–17, 22–18, 17–23                                               |                          |                                                                             |                                                                                              |  |
|                               | Estadísticas Raivis Scerbinskis 29 Diego Romero 14 Daniel Orresta 8 Diego Romero 34 | Reporte Pts Reb Asts Val | Estadísticas 26 Dariel Maza 12 Dariel Maza 5 Marco Chuquimia 28 Dariel Maza | Pabellón: Eduardo Leclere Polo Árbitros: * Franklin García * Jhonny Zambrana * Jose Gonzales |  |

| 25 de agosto, 20:00 Partido 2 | And-1                                                                                     | 80–86                    | Carl A-Z                                                                        | La Paz                                                                                            |  |
|                               | Parciales: 25–23, 18–24, 20–8, 17–31                                                      |                          |                                                                                 |                                                                                                   |  |
|                               | Estadísticas Mauro Giron, Dariel Maza 23 Dariel Maza 11 Marco Chuquimia 6 Matias Arias 22 | Reporte Pts Reb Asts Val | Estadísticas 27 Daniel Orresta 17 Diego Romero 8 Daniel Orresta 29 Diego Romero | Pabellón: Julio Borelli Viteritto Árbitros: * Franklin García * Hugo de la Riva * Jhonny Zambrana |  |

Calero vs CAN
| 20 de agosto, 19:00 Partido 1 | CAN                                                                                | 71–79                    | Calero                                                                       | Oruro                                                                                     |  |
|                               | Parciales: 21–18, 16–9, 20–28, 14–24                                               |                          |                                                                              |                                                                                           |  |
|                               | Estadísticas Pedro Da Silva 20 Pedro Da Silva 13 Adolfo Garcia 4 Pedro Da Silva 28 | Reporte Pts Reb Asts Val | Estadísticas 19 Gabriel Queiroz 8 Irin Stark 5 Irin Stark 25 Gabriel Queiroz | Pabellón: Eduardo Leclere Polo Árbitros: * Jhonathan Foronda * Mario Guerra * Pastor Cruz |  |

| 26 de agosto, 20:00 Partido 2 | Calero                                                                              | 75–52                    | CAN                                                                                | Potosí                                                                                                 |  |
|                               | Parciales: 17–11, 18–15, 19–15, 21–11                                               |                          |                                                                                    | |  |
|                               | Estadísticas Irin Stark 14 Gabriel Queiroz 8 Irin Stark 5 Carlos Daniel Gonzales 21 | Reporte Pts Reb Asts Val | Estadísticas 12 Mauricio Romero 9 Pedro Da Silva 10 Lucas Romera 11 Pedro Da Silva | Pabellón: Ciudad de Potosí Árbitros: * Jueces Libobásquet Arturo Murillo * Kevin Herbas * Mario Guerra |  |

Rubair vs La Salle Olympic
| 19 de agosto, 20:00 Partido 1 | La Salle Olympic                                                                   | 82–91                    | Rubair                                                                                    | Cochabamba                                                                            |  |
|                               | Parciales: 26–25, 15–24, 17–15, 24–27                                              |                          |                                                                                           |                                                                                       |  |
|                               | Estadísticas Mascio MC Cadney 25 Xavier Jones 9 Mascio MC Cadney 5 Xavier Jones 26 | Reporte Pts Reb Asts Val | Estadísticas 32 Milos Petkovic 11 Alejandro Alvarez 7 Alejandro Alvarez 34 Milos Petkovic | Pabellón: Grover Suárez Árbitros: * Franklin García * Jhonathan Foronda * Tito Ugarte |  |

| 24 de agosto, 21:00 Partido 2 | Rubair                                                                               | 86–84                    | La Salle Olympic                                                                       | Quillacollo, Cochabamba                                                                |  |
|                               | Parciales: 22–25, 14–22, 28–13, 22–24                                                |                          |                                                                                        |                                                                                        |  |
|                               | Estadísticas Milos Petkovic 25 Milos Petkovic 17 Felipe De Paula 6 Milos Petkovic 38 | Reporte Pts Reb Asts Val | Estadísticas 23 Mascio MC Cadney 8 Mascio MC Cadney 6 Ariel Callau 23 Mascio MC Cadney | Pabellón: Max Fernández Árbitros: * Hugo de la Riva * Juan Carlos Torrez * Pastor Cruz |  |

## Semifinales
Nacional Potosí vs Carl A-Z
| 30 de agosto, 20:00 Partido 1 | Nacional Potosí                                                             | 84–75 (Series: 1–0)      | Carl A-Z                                                                      | Potosí                                                                                 |  |
|                               | Parciales: 17–14, 19–10, 26–23, 22–28                                       |                          |                                                                               |                                                                                        |  |
|                               | Estadísticas Scheraun King 19 Luis Mercado 8 Paolo Ramos 8 Scheraun King 21 | Reporte Pts Reb Asts Val | Estadísticas 23 Diego Romero 14 Diego Romero 9 Daniel Orresta 27 Diego Romero | Pabellón: Ciudad de Potosí Árbitros: * Franklin García * Freddy Reynaga * Kevin Herbas |  |

| 1 de septiembre, 18:30 Partido 2 | Carl A-Z                                                                                  | 74–73 (Series: 1–1)      | Nacional Potosí                                                                              | Oruro                                                                                           |  |
|                                  | Parciales: 21–14, 14–20, 17–17, 22–22                                                     |                          |                                                                                              |                                                                                                 |  |
|                                  | Estadísticas Raivis Scerbinskis 22 Diego Romero 12 Daniel Orresta 8 Raivis Scerbinskis 23 | Reporte Pts Reb Asts Val | Estadísticas 20 Cristhian Camargo 15 Cristhian Camargo 5 Tyronne Jordan 24 Cristhian Camargo | Pabellón: Eduardo Leclere Polo Árbitros: * Arturo Murillo * Jhonathan Foronda * Jhonny Zambrana |  |

| 5 de septiembre, 20:00 Partido 3 | Nacional Potosí                                                                          | 80–74 (Series: 2–1)      | Carl A-Z                                                                      | Potosí                                                                                  |  |
|                                  | Parciales: 12–14, 22–18, 18–19, 28–23                                                    |                          |                                                                               |                                                                                         |  |
|                                  | Estadísticas Scheraun King 23 Cristhian Camargo 10 Tyronne Jordan 8 Cristhian Camargo 17 | Reporte Pts Reb Asts Val | Estadísticas 23 Diego Romero 17 Diego Romero 9 Daniel Orresta 30 Diego Romero | Pabellón: Ciudad de Potosí Árbitros: * Arturo Murillo * Jhonathan Foronda * Jose Guerra |  |

Calero vs Rubair
| 29 de agosto, 21:00 Partido 1 | Rubair                | 91–80 (Series: 1–0) | Calero | Quillacollo, Cochabamba                                                             |  |
|                               | Parciales: –, –, –, – |                     |        |                                                                                     |  |
|                               |                       | Reporte             |        | Pabellón: Max Fernández Árbitros: * Franklin García * Mario Guerra * Osman Demiquel |  |

| 31 de agosto, 20:00 Partido 2 | Calero                                                                       | 76–90 (Series: 0–2)      | Rubair                                                                                  | Potosí                                                                               |  |
|                               | Parciales: 19–22, 17–12, 16–29, 24–27                                        |                          |                                                                                         |                                                                                      |  |
|                               | Estadísticas Irin Stark 27 Gabriel Queiroz 8 Gabriel Queiroz 8 Irin Stark 21 | Reporte Pts Reb Asts Val | Estadísticas 25 Milos Petkovic 17 Felipe De Paula 6 Alejandro Alvarez 36 Milos Petkovic | Pabellón: Ciudad de Potosí Árbitros: * Mario Guerra * Tito Ugarte * Wilfredo Moncada |  |

## Finales
Nacional Potosí vs Rubair
| 9 de septiembre, 20:00 Partido 1 | Nacional Potosí                                                                       | 87–84 (Series: 1–0)      | Rubair                                                                                   | Potosí                                                                              |  |
|                                  | Parciales: 23–17, 24–28, 19–25, 21–14                                                 |                          |                                                                                          |                                                                                     |  |
|                                  | Estadísticas Tyronne Jordan 32 Daniel Nembhard 11 Daniel Nembhard 7 Tyronne Jordan 28 | Reporte Pts Reb Asts Val | Estadísticas 21 Milos Petkovic 18 Felipe De Paula 7 Alejandro Alvarez 33 Felipe De Paula | Pabellón: Ciudad de Potosí Árbitros: * Pastor Cruz * Tito Ugarte * Wilfredo Moncada |  |

| 11 de septiembre, 20:00 Partido 2 | Rubair                                                                                    | 69–83 (Series: 0–2)      | Nacional Potosí                                                                        | Quillacollo, Cochabamba                                                                               |  |
|                                   | Parciales: 15–29, 27–25, 15–15, 12–14                                                     |                          |                                                                                        | |  |
|                                   | Estadísticas Alejandro Alvarez 23 Felipe De Paula 14 Felipe De Paula 4 Felipe De Paula 28 | Reporte Pts Reb Asts Val | Estadísticas 27 Tyronne Jordan 13 Daniel Nembhard 4 Daniel Nembhard 24 Daniel Nembhard | Pabellón: Polideportivo Evo Morales Árbitros: * Arturo Murillo * Jhonny Zambrana * Juan Carlos Torrez |  |

## Cronología
| Predecesor: - | LNB 2022 | Sucesor: LNB 2023 |